# Номаделфија (Гросето)
Номаделфија (итал. Nomadelfia) је насеље у Италији у округу Гросето, региону Тоскана.
Према процени из 2011. у насељу је живело 289 становника. Насеље се налази на надморској висини од 86 м.